# Jenna Prandini
Jenna Prandini (née le 20 novembre 1992 à Clovis) est une athlète américaine, spécialiste des épreuves de sprint et du saut en longueur. Elle est championne du monde du relais 4 x 100 m en 2022 à Eugene. 

## Biographie
Étudiante à l'Université d'Oregon, elle remporte en 2014 les titres NCAA en plein air et en salle du saut en longueur.
En avril 2015, lors des Mt. SAC Relays de Walnut, elle descend pour la première fois de sa carrière sous les 11 secondes sur 100 mètres en établissant le temps de 10 s 92 (+ 1,4 m/s). Lors de cette même compétition, elle porte son record personnel du 200 mètres à 22 s 42.
Le 11 juin 2016 à Kingston, Prandini établit un chrono personnel sur 200 m en 22 s 39 (+ 0,8 m/s), pour se classer 2e de la course derrière Shaunae Miller (22 s 05, NR). Le 17 mai 2017, elle remporte les 100 et 200 mètres du meeting de Baie-Mahault (Guadeloupe) avec respectivement 11 s 25 et 22 s 70.
En septembre, elle trouve les raisons de sa blessure : une fracture de fatigue à l'os naviculaire du pied droit.
Le 24 juin 2018, Jenna Prandini s'adjuge son second titre national sur 200 m, en 22 s 62, dans des conditions météorologiques difficiles. En demi-finale, la veille, elle réalisait 22 s 22, le second meilleur chrono de sa carrière. Le 22 juillet, elle remporte le London Grand Prix et porte son record personnel à 22 s 16.
Le 11 août 2018, elle remporte le 100 m des championnats NACAC de Toronto en 10 s 96, record des Jeux.
Lors des championnats du monde 2022, à Eugene, elle remporte la finale du relais 4 × 100 m en compagnie de Melissa Jefferson, Abby Steiner, et Twanisha Terry. L'équipe américaine établit la meilleure performance mondiale de l'année en 41 s 14 et devance les favorites jamaïcaines.

## Palmarès

### National
- Championnats des États-Unis :
  - vainqueur du 200 m en 2015 et 2018
  - 3e du 100 m en 2018 et 2020

### International
| Date | Compétition                        | Lieu             | Résultat | Épreuve   | Temps   |
| ---- | ---------------------------------- | ---------------- | -------- | --------- | ------- |
| 2011 | Championnats panaméricains juniors | Miramar          | 4e       | 100 m     | 11 s 56 |
| 2011 | Championnats panaméricains juniors | Miramar          | 4e       | Longueur  | 5,89 m  |
| 2015 | Championnats du monde              | Pékin            | 2e       | 4 × 100 m | 41 s 68 |
| 2017 | Relais mondiaux de l'IAAF          | Nassau           | finale   | 4 x 100 m | DNF     |
| 2018 | Coupe du monde                     | Londres          | 2e       | 200 m     | 22 s 45 |
| 2018 | Championnats NACAC                 | Toronto          | 1re      | 100 m     | 10 s 96 |
| 2018 | Championnats NACAC                 | Toronto          | 1re      | 4 x 100 m | 42 s 50 |
| 2018 | Ligue de diamant                   | Ligue de diamant | 5e       | 200 m     | 22 s 96 |
| 2018 | Coupe continentale                 | Ostrava          | 3e       | 100 m     | 11 s 21 |
| 2018 | Coupe continentale                 | Ostrava          | 1re      | 4 x 100 m | 42 s 11 |
| 2019 | Relais mondiaux de l'IAAF          | Yokohama         | finale   | 4 x 200 m | DQ      |
| 2021 | Jeux olympiques                    | Tokyo            | 2e       | 4 x 100 m | 41 s 45 |
| 2022 | Championnats du monde              | Eugene           | 1re      | 4 x 100 m | 41 s 14 |

## Records
| Épreuve          | Temps   | Lieu          | Date                       |
| ---------------- | ------- | ------------- | -------------------------- |
| 100 m            | 10 s 92 | Walnut Eugene | 18 avril 2015 26 juin 2015 |
| 200 m            | 21 s 89 | Eugene        | 26 juin 2021               |
| Saut en longueur | 6,80 m  | Eugene        | 11 juin 2015               |